# Henri-François Renard-Haquin
Pour les articles homonymes, voir Haquin.
Henri-François Renard-Haquin, né le 12 décembre 2002, est un coureur cycliste français. Il est membre de l'équipe Wagner-Bazin WB. 

## Biographie
Henri-François Renard-Haquin commence le cyclisme par le cyclo-cross et le VTT. Il prend sa première licence à l'âge de huit ans au Vélo Club Montigny Roue Libre, en Haute-Marne. En deuxième année cadet, il déménage avec sa famille du côté de Dijon. Il intègre alors la Team Prodialog-David Derepas, une structure montée par le cycliste David Derepas. Ce transfert l'amène à se consacrer davantage à la route,. Décrit comme un « puncheur-grimpeur », il devient champion régional de Bourgogne-Franche-Comté en 2020. Il termine également dixième du championnat de France du contre-la-montre chez les juniors. 
En 2021, il entre dans la catégorie des espoirs. Sa saison est néanmoins entravée par un grave accident à l'entraînement. Percuté par une voiture, il perd connaissance et subit de multiples fractures au crâne, aux cervicales et au majeur de la main gauche. Il se casse aussi trois vertèbres. Ses blessures le contraignent à suivre un long séjour à l'hôpital, puis dans un centre de rééducation. Il recouvre néanmoins la totalité de ses facultés physiques. À l'automne, il reprend la compétition en cyclo-cross. Il rejoint aussi le CC Étupes, un club évoluant en Nationale 1. Dans le même temps, il ne délaisse pas ses études et entame un BTS hôtellerie-restauration en alternance.
Son année 2022 est une nouvelle fois perturbée par des blessures. Victime de plusieurs chutes, il se fracture à deux reprises la clavicule gauche,. Il parvient néanmoins à terminer septième d'Arbent-Bourg-Arbent et huitième d'une épreuve des Boucles du Haut-Var. En octobre, il se confronte aux meilleurs cyclistes de sa catégorie en prenant part à la Ronde de l'Isard et à Paris-Tours espoirs.
Lors de la saison 2023, il se révèle en remportant le Tour Agglo Bourg-en-Bresse ainsi que le Tour de Moselle La même année, il finit deuxième de son championnat régional, troisième de l'Estivale bretonne, ou encore cinquième du Tour du Périgord, une manche de la Coupe de France N1. Il se classe également dixième du Grand Prix de la Somme, inscrit au calendrier de l'UCI Europe Tour. 
En 2024, il se distingue de nouveau chez les amateurs en gagnant une étape au Circuit de Saône-et-Loire et au Tour du Pays Roannais. Il termine par ailleurs quatrième du championnat de France sur route espoirs, disputé sur un parcours difficile. Ses performances lui permettent de signer un contrat de stagiaire avec l'équipe continentale Saint Michel-Auber 93. Avant de débuter son stage, il participe au Tour Alsace. Lors de la quatrième étape, il attaque et s'impose devant son dernier compagnon d'échappée à Valentigney, près du siège du CC Étupes.
Il passe finalement professionnel en 2025 au sein de l'UCI ProTeam Wagner-Bazin WB , qui évolue sous licence belge.

## Palmarès et résultats

### Palmarès par année
- 2020
  - Champion de Bourgogne-Franche-Comté sur route juniors
- 2023
  - Tour Agglo Bourg-en-Bresse
  - Tour de Moselle
  - 2e du championnat de Bourgogne-Franche-Comté sur route
  - 3e de l'Estivale bretonne
- 2024
  - 2e étape du Circuit de Saône-et-Loire
  - 3e étape du Tour du Pays Roannais
  - 4e étape du Tour Alsace
  - Estivale bretonne
  - 3e étape du Tour de Côte-d'Or
  - 2e du Prix d'Igney
  - 3e du Grand Prix d'Onjon

### Classements mondiaux
| Année           | 2023   |
| --------------- | ------ |
| UCI Europe Tour | 1 610e |